# Günter Neumann (językoznawca)
Günter Neumann (ur. 1920, zm. 2005) – niemiecki językoznawca, indoeuropeista.

## Publikacje (wybór)
Źródło.
- Das Lykische und seine Verwandten (2004)
- Fragmente von Apollodors Kommentar zum homerischen Schiffskatalog im Lexikon des Stephanos von Byzanz (1953)
- Der niedersächsische Ortsname Göttingen (1962)
- Untersuchungen zum Weiterleben hethitischen und luwischen Sprachgutes in hellenistischer und römischer Zeit (1958, 1961)
- Hittite hieroglyphs and Luwian: new evidence for the connection (1973)
- Neufunde lykischer Inschriften seit 1901 (1979)
- Phrygisch und Griechisch (1988)
- System und Ausbau der hethitischen Hieroglyphenschrift (1992)